# Energia na Itália
A Itália consumiu cerca de 185 Mtep de energia primária em 2010. Vindo principalmente de combustíveis fósseis. Entre os recursos mais usados estão o petróleo (usado principalmente para o setor de transporte), gás natural (utilizado para a produção de energia elétrica e aquecimento), carvão e as formas de energia renováveis.
Uma parte importante da eletricidade vem da importação, principalmente da Suíça e França. A parcela de energia primária dedicada à produção de eletricidade é acima de 35%, e cresceu de forma constante desde a década de 1970.
A eletricidade é produzida principalmente a partir de gás natural, que é a origem de mais de metade do total de energia elétrica produzida. Outra fonte importante é energia hidrelétrica, que era praticamente a única fonte de eletricidade até 1960. A energia eólica e solar cresceu rapidamente entre 2010 e 2013, graças à altos incentivos.
A Itália tem poucos recursos energéticos e a maioria dos suprimentos são importados.

## Visão geral
| Ano | População (em milhões) | Energia primária TWh | Produção TWh | Importação TWh | Electricidade TWh | Emissão de CO2 Mt |
| --- | ---------------------- | -------------------- | ------------ | -------------- | ----------------- | ----------------- |
| 2004 | 58.1                   | 2,145                | 351          | 1,837          | 328               | 462               |
| 2007 | 59.3                   | 2,072                | 307          | 1,837          | 339               | 438               |
| 2008 | 59.9                   | 2,047                | 313          | 1,810          | 339               | 430               |
| 2009 | 60.2                   | 1,915                | 314          | 1,642          | 317               | 389               |
| 2012 | 60.7                   | 1,947                | 367          | 1,641          | 327               | 393               |
| 2012R | 60.9                   | 1,847                | 371          | 1,542          | 321               | 375               |
| 2013 | 60.7                   | 1,807                | 428          | 1,433          | 311               | 338               |
| Alteração entre 2004-2009 | 3.5%                   | -10.8%               | -10.4%       | -10.6%         | -3.3%             | -15.8%            |
| Mtep = 11.63 TWh. A energia primária inclui as perdas de energia 2012R = critérios de cálculo do CO2 foram alterados, e os números atualizados |                        |                      |              |                |                   |                   |

## Eletricidade
Em 2014, a Itália consumiu 291.083 TWh (4.790 kWh/pessoa) de eletricidade, o consumo doméstico foi de 1.057 kWh/pessoa.
A Itália é um importador líquido de energia elétrica: o país importou 46.747,5 GWh e exportou 3.031,1 GWh em 2014. A produção bruta, em 2014, foi 279.8 TWh. As principais fontes de energia são o gás natural e hidroeletricidade.
A Itália já não produz mais energia nuclear, pois essa forma foi banida em 1987, através de um referendo.
Na Toscana, foi construída a primeira usina de energia geotérmica. Em 2014, a produção geotérmica foi de 5,92 TWh, todas as estações de energia geotérmica da Itália estão localizadas atualmente na Toscana.

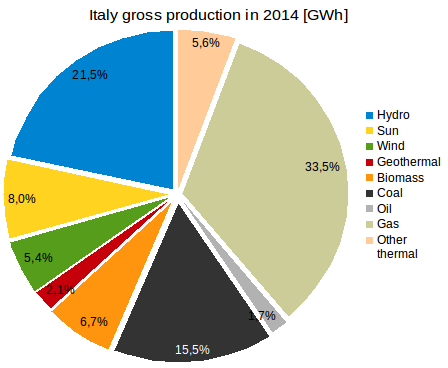
Produção bruta de energia na Itália em 2014 por fonte

A produção de eletricidade a partir de fontes solares e eólicas na Itália, de 2007 a 2014

| Produção italiana de eletricidade bruta por fonte em 2014 (TWh) | Produção italiana de eletricidade bruta por fonte em 2014 (TWh) | Produção italiana de eletricidade bruta por fonte em 2014 (TWh) |
| --------------------------------------------------------------- | --------------------------------------------------------------- | --------------------------------------------------------------- |
| Hidrelétrica                                                    | 60,256                                                          | 21.5%                                                           |
| Térmica                                                         | 176,171                                                         | -                                                               |
| Por energia geotérmica                                          | 5,919                                                           | 2.1%                                                            |
| Por gás Natural                                                 | 93,637                                                          | 33.5%                                                           |
| Por carvão                                                      | 43,455                                                          | 15.5%                                                           |
| Por petróleo                                                    | 4,764                                                           | 1.7%                                                            |
| Por biomassa                                                    | 18,732                                                          | 6.7%                                                            |
| Eólica                                                          | 15,178                                                          | 5.4%                                                            |
| Solar                                                           | 22,306                                                          | 8.0%                                                            |

## Emissões
De acordo com a Energy Information Administration, Em 2009 as emissões de CO2 italianas devido ao consumo de energia foram de 408 Mt, um pouco abaixo da Indonésia com 413 mt. Mundialmente, a Itália foi classificada na 17° colocação em 2009, de acordo com esta lista. As emissões italianas declinaram 9% entre 2008-2009, porém isso foi mais influenciado pela recessão econômica europeia de 2008-2009, do que por grandes mudanças no consumo sustentável de energia. De 2008 para 2009 a alteração foi de 6,9% negativos para a Europa e a um aumento de 7,5% na Ásia e Oceania.
As emissões de consumo poderiam ser um indicador mais significativo do que a produção nacional de gases do efeito estufa: muitas empresas europeias têm movido a sua produção da europa para a ásia nos últimos dez anos, o que não necessariamente alterará o total de emissões no mundo ou pela empresa. De acordo com the Guardian, o conjunto de dados internacional mais citado para as emissões do consumo é a partir do ano de 2001, incluindo as emissões de consumo per capita de emissões de gases de efeito estufa. A pegada ecológica de Itália em 2001 foi de 12 toneladas de CO2 por pessoa (classificada como a 21º maior) A parcela doméstica das emissões de gases do efeito estufa da Itália foi de 62%.